# Parailia occidentalis
Parailia occidentalis es una especie de peces de la familia Schilbeidae en el orden de los Siluriformes.

## Morfología
• Los machos pueden llegar alcanzar los 8,5 cm de longitud total.

## Reproducción
Es ovíparo y los huevos no son protegidos por los padres.

## Hábitat
Es un pez de agua dulce y de clima tropical.

## Distribución geográfica
Se encuentran en África: desde la  cuenca del río Ogowe (Gabón) hasta las cuencas de los ríos Kouilou, Chiloango,  Congo, Lucullo y Quanza en Angola.